# 宰斯特
宰斯特是一位於荷蘭中部的市镇，位於烏得勒支省東部。辖区内共有居民65057人（2021年1月来自荷兰统计局），占地约50 km² （其中只有极少量的水域）。宰斯特位于Utrechtse Heuvelrug中的森林地带，因而居住区之外主要具有“绿色”特性。宰斯特（zeist）原名賽斯特（seist），首見於西元838年。

## 誕生名人
- 伯特·布莱勒文（Bert Blyleven）， 大聯盟棒球名人堂投手 ，出生於1951年。
- 伊萨克·阿伦德·迪彭霍斯特（Isaäc Arend Diepenhorst），前教育部長，出生於1916年。
- 瓦姆·卡特（Wam Kat），政治家、作家
- 亨德里克·马斯曼（Hendrik Marsman，1899年-1940年），詩人和作家。
- 马克·奥弗马斯（Mark Overmars，1958年-），遊戲製造商 。
- 威廉·派佩尔（Willem Pijper，1894年至1947年），作曲家、音乐教育家和音乐评论家。
- 赫爾曼·斯内伦（Hermann Snellen，1834年~1908年），眼科醫生。

## 交通
- 宰斯特火車站

## 外部連結
- 地方政府網站（页面存档备份，存于）
- 市區地圖
- 介紹宰斯特的網站（页面存档备份，存于）